# 阿斯頓大學
阿斯頓大學坐落在英国第二大城市伯明翰的市中心。学校历史最早可以追溯到1895年，1966年获得大学地位。据说，阿斯顿大学的主楼是欧洲最大的独立砖结构建筑。在最新2011年金融時報商學院排名，阿斯顿大學商學院管理學全英第五，世界名列三十一。
学校开设工程学、心理学、语言、生物科学、药学、眼科医学、听力学、商业及管理的课程。学校着重强调商科，自然科学及工科等方面。阿斯顿商学院（ABS）的教学和研究水平在世界上也享有盛誉，同时也是全英少数几个获得三项国际认证（AMBA, EQUIS and AACSB）的商学院。在2009(08年7月發佈英国泰晤士报的整體排名中，阿斯顿大學名列全英第二十八。醫學院成立於2015年，於2018年首次招生。
此外，阿斯顿大学还与工业界有着很强的联系。几乎所有的本科学生都可以选择「三明治课程」（Sandwich Degree），得到去私人，国有企业或政府部门工作一年的机会，这给了学生工作实践的机会，感受工作的生活并且可以拿到可观的工资。因此，阿斯顿的毕业生很受英国，欧洲，乃至全世界公司的欢迎。

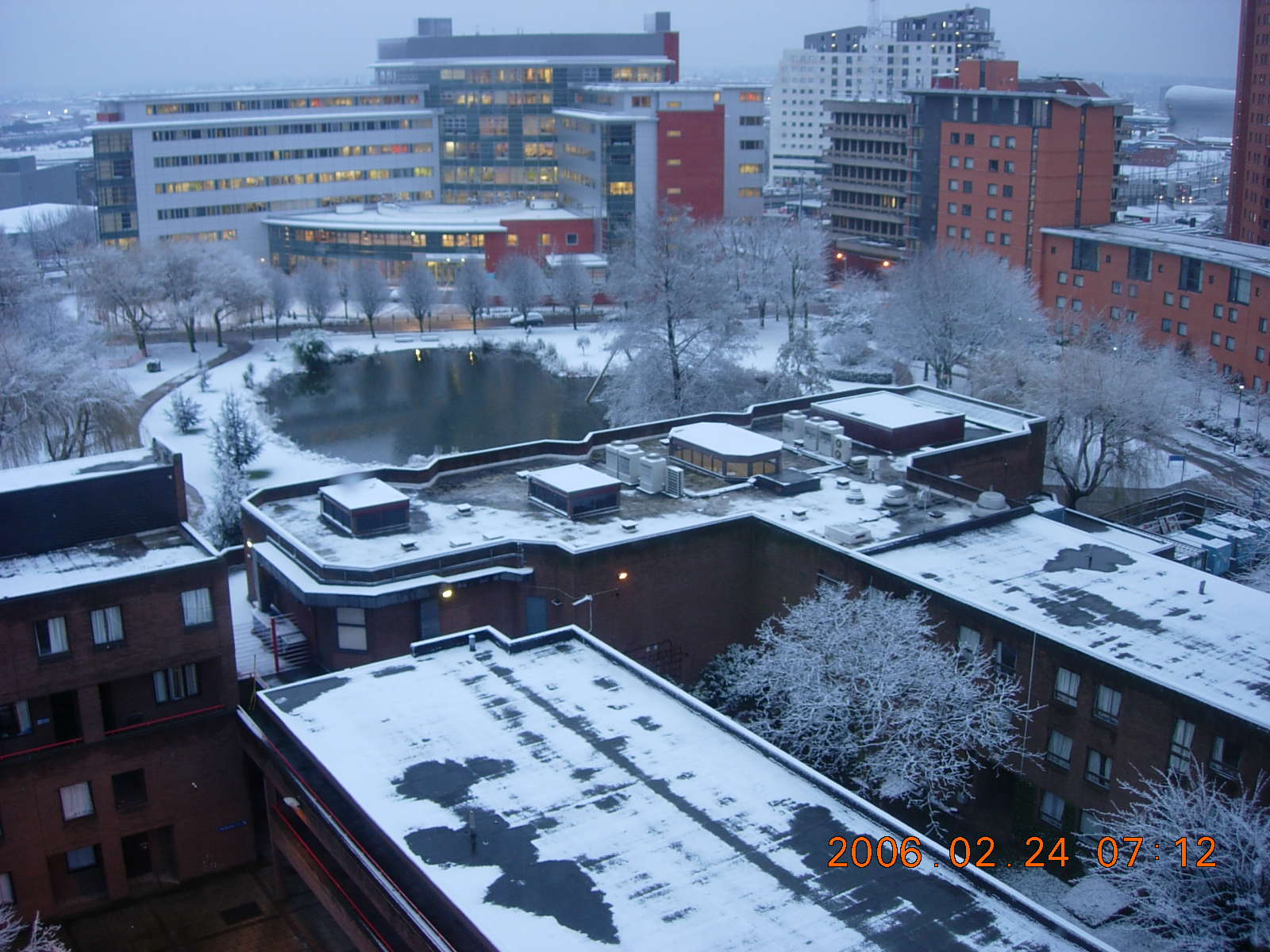

## 历史
- 1875年，本校作为伯明翰和米德兰学院的冶金学校建校。
- 1895年，更名为伯明翰市立工业学校从伯明翰和米德兰学院分离出来,开设学科包括化学，物理学，冶金学及电子工程学。
- 1927年，伯明翰市立工业学校升格为伯明翰中央技术学院。[3]
- 1951年，更名为伯明翰技术学院，并在位于Gosta Green的主楼(Main Building)开始办公。[3]
- 1949年-1955年，搬入由Ashley & Newman设计,玛格丽特公主(Priness Margaret)放置第一块奠基石的当下欧洲最大之一的独立式红砖楼[4]。
- 1955年，高级工学院(College of Advanced Technology)在维多利亚女王的主持下正式开学[5]。
- 1956年，成为第一所指定精英高级工学院(College of Advanced Technology)，并进行大幅度扩建[3]
- 1957年-1965年，本校在伯明翰城市建筑师(City Architect of Birmingham)Alwyn Sheppard Fidler的设计下再次扩建。 [6]
- 1966年4月22日，正式获得皇家特许大学地位，更名为阿斯顿大学（Aston University)。
- 1966年5月10日，任命第一任校长: 斯塔夫纳尔逊勋爵(Lord Nelson of Stafford)。
- 1984年，阿斯顿科学园区(Aston Science Park)的建立和阿斯顿大学对伯明翰城市的贡献，使阿斯顿大学区域拥有自己独有的邮寄地址-“The Aston Triangle”，这标志着阿斯顿大学园区成为伯明翰的官方认定区域。大学园区的形状-‘三角形’成为阿斯顿大学的校标[7]。
- 2011年至今，Sir John Sunderland 作为阿斯顿大学校长。
- 2012年9月，阿斯顿大学作为阿斯顿大学工程院校(Aston University Engineering Academy)的主要发起方，在阿斯顿校园内建立了一所新的大学技术学院(University Technical College)，招收14-19岁的工程学生。[8]
- 2014年10月，阿斯顿大学宣布投资六千万英镑，计划于2015年10月建立阿斯顿醫学院(Aston Medical School)。[9]
- 2018年9月首批醫學生開始就讀，並在2019年建立臨床教育中心。